# 孙洪道
孙洪道（1919年—1995年），男，四川南江人，中华人民共和国军事人物，曾任成都市革命委员会主任，陕西省军区司令员。